# 丙酮二酸
丙酮二酸（英語：ketomalonic acid，或称为中草酸）是结构式为C3H2O5 或 HO−(C=O)3−OH 的有机化合物。丙酮二酸即是一种二羧酸也是一种酮酸，可以失去两个质子形成C
3O2−
5阴离子。中草酸可与水结合形成偕二醇型一水合物，即二羟基丙二酸: